# Efailnewydd
Efailnewydd ist eine Kleinstadt auf der Lleyn-Halbinsel (Pen Llŷn) im County Gwynedd, Wales. Der Ort gehört zur Großgemeinde Llannor und liegt in einem ländlichen Gebiet zwischen Äckern und Waldland 2 km nordwestlich von Pwllheli in Richtung Nefyn. Im Ortszentrum gibt es ein kleines Geschäft und einen beliebten Kindersportplatz, außerdem ist Efailnewydd der Sitz des Pwllheli Rugby Club's. Hier sind auch das Spielfeld und das Vereinshaus des Clubs. Ungefähr eine Autostunde entfernt besteht ein großes Paintball-Gelände bei Snowdonia.
Die zerstört gewesene Eglwys Boduan Church wurde von der Familie Wynne wieder aufgebaut.
Ein Hillfort namens Garn Boduan befindet sich auf dem Mynydd Tir-y-cwmwd, einem Geländeabbruch in unmittelbarer Nähe des Ortes.

## Bildergalerie

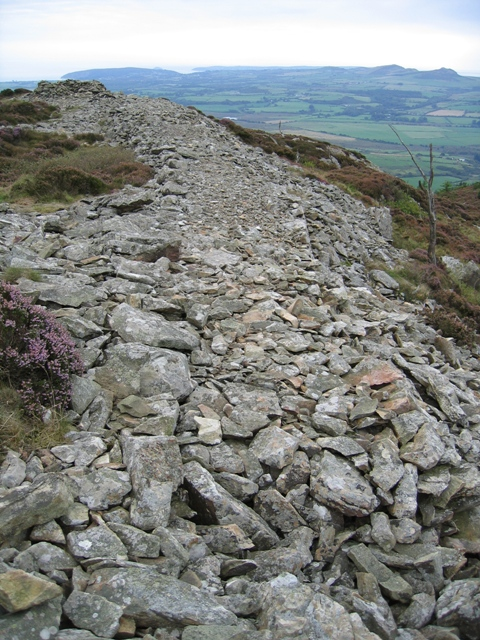
Garn Boduan Hillfort
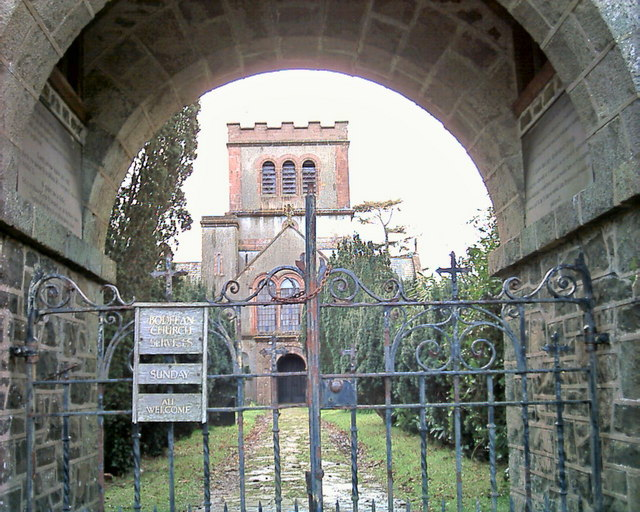
Eglwys Boduan Church
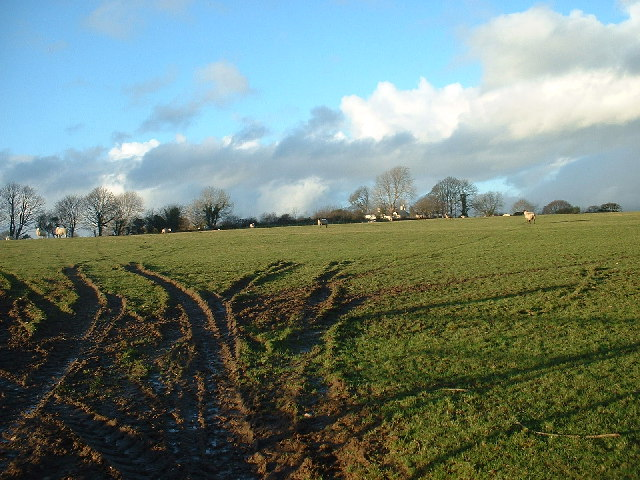
Farmland
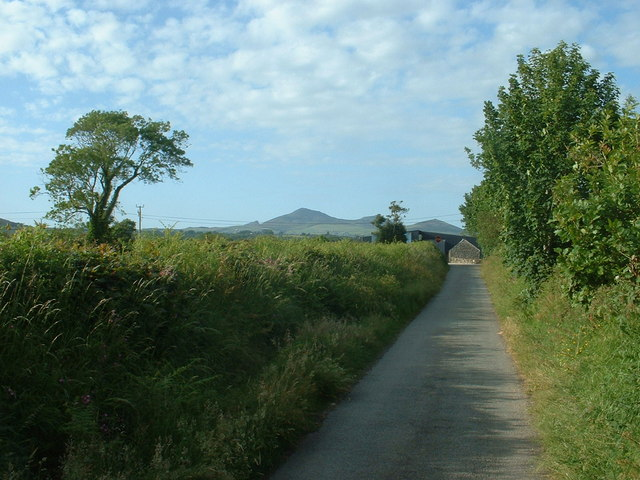
Ortszufahrt
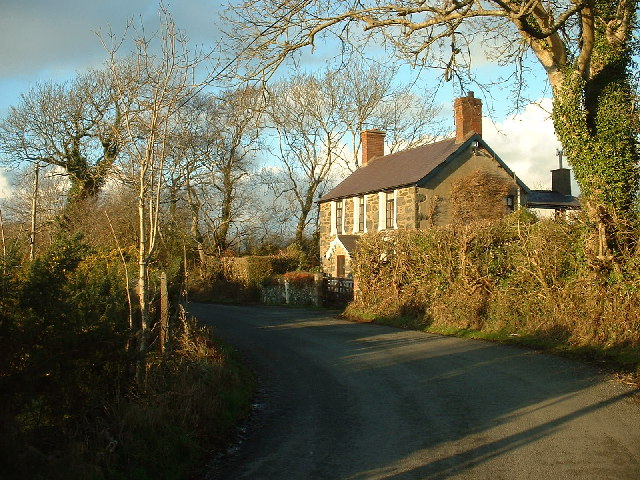
Cottage in Ortsnähe